# Фицджеральд, Элла
Элла Джейн Фицдже́ра́льд, также Фицдже́ра́лд  (англ. Ella Jane Fitzgerald; 25 апреля 1917, Ньюпорт-Ньюс, штат Виргиния, США — 15 июня 1996, Беверли-Хиллз, штат Калифорния, США) — американская певица, одна из величайших вокалисток в истории джазовой музыки («первая леди джаза», «первая леди песен»), обладательница Президентской медали Свободы (США, 1992). При жизни певицы было продано более 40 миллионов пластинок с её записями.
Обладательница голоса диапазоном в три октавы, мастер скэта и голосовой импровизации. 13-кратный лауреат премии «Грэмми»; лауреат Национальной медали искусств (США, 1987), кавалер Ордена Искусств и литературы (Франция, 1990) и многих других почётных наград. 
За свою 50-летнюю карьеру выпустила около 90 альбомов и сборников — как сольных, так и созданных в сотрудничестве с другими известными джазовыми музыкантами, в том числе Дюком Эллингтоном, Луи Армстронгом, Куинси Джонсом, Каунтом Бэйси, Джо Пассом, Оскаром Питерсоном. Талант Фицджеральд высоко оценивали выдающиеся композиторы Коул Портер, Ирвинг Берлин, Антониу Карлос Жобин, поэты-песенники Айра Гершвин, Джонни Мерсер. 

## Биография

### Детство и юность

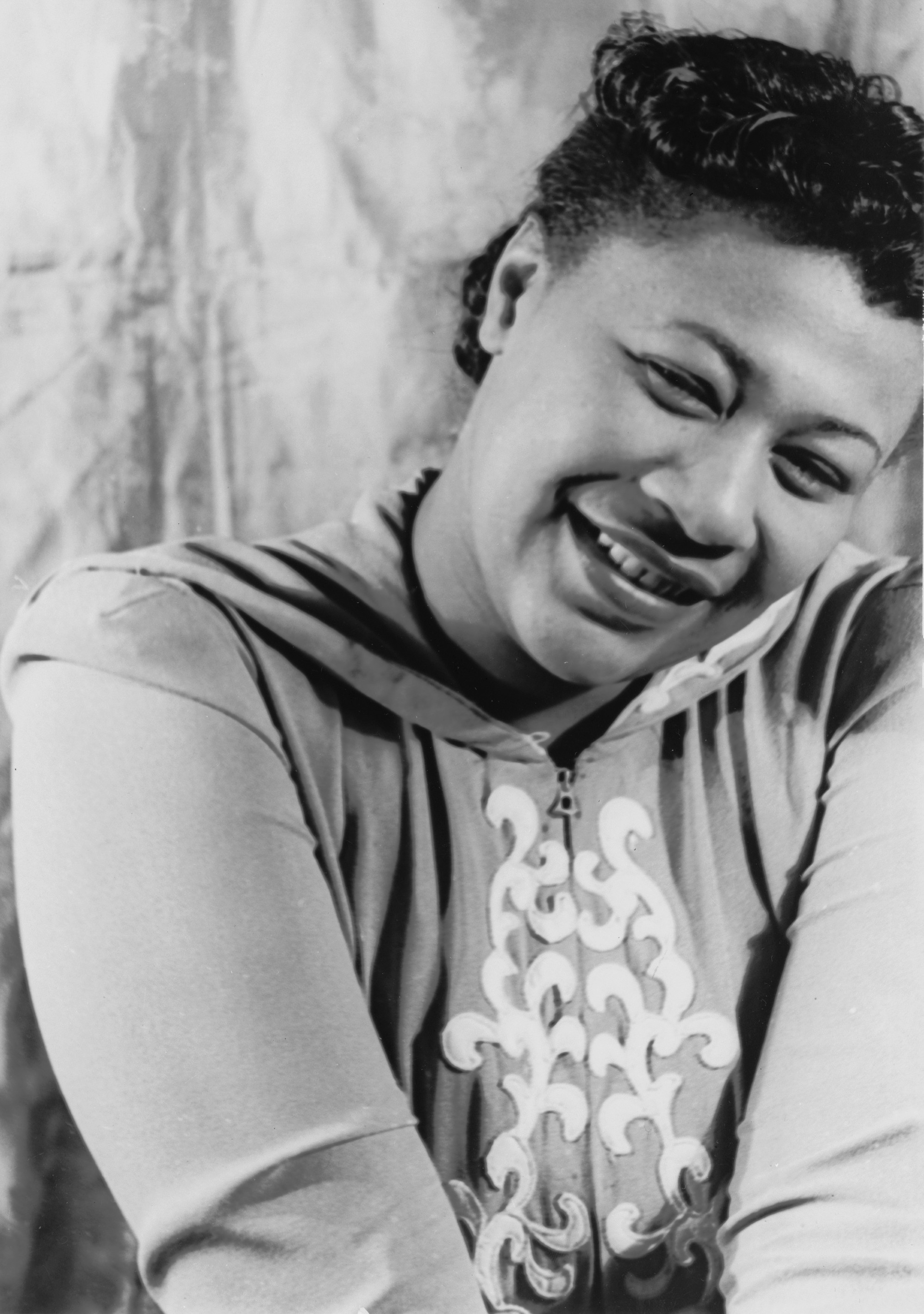
Элла Фицджеральд. 19 января 1940 г. Фото Карла Ван Вехтена

Элла Джейн Фицджеральд родилась 25 апреля 1917 года в Ньюпорт-Ньюс, штат Виргиния, в семье с афроамериканскими и ирландскими корнями. Её отец Уильям Фицджеральд и мать Темперанс «Темпи» Фицджеральд не были расписаны официально. Отцу было 35 лет, он работал водителем погрузчика, матери было 23, она трудилась в прачечной.
Пара разошлась вскоре после рождения дочери, и Элла с матерью вынуждены были переехать в юго-восточную часть Нью-Йорка, в Йонкерс. Там мать Эллы познакомилась с португальским иммигрантом Джозефом да Силва. Они стали жить вместе, и в 1923 году у них родилась дочь Франсис да Силва, единоутробная сестра Эллы. Семья придерживалась принципов методизма, часто посещала церковь и воскресные службы, Элла с детства изучала Библию и полюбила церковные песнопения. Как и многие чернокожие певицы того времени, девочка развивала свой музыкальный талант благодаря пению спиричуэлсов и госпелов.
Семья бедствовала, матери с отчимом приходилось снимать одну-единственную комнату в многоэтажном доме, но Элла несмотря на это росла неунывающим и добродушным ребёнком. Как и все негритянские дети её квартала, она увлекалась танцами, кино, музыкой и даже спортом: её любимой бейсбольной командой были Лос-Анджелес Доджерс. Вечерами, оставшись дома одна, она любила разучивать песни с пластинок. Кумиром Эллы стала Конни Босуэлл, у которой она переняла манеру пения и некоторые приёмы фразировки. Как позднее рассказывала сама Фицджеральд, мать «принесла домой запись Конни, и я просто влюбилась в её голос; я старалась петь как можно более похоже на Босуэлл».
В 1932 году мать Эллы умерла в результате сердечного приступа. Для четырнадцатилетней девочки это стало страшным ударом. Она стала хуже учиться, а вскоре и вовсе забросила школу. Из-за разногласий с отчимом Элла переехала жить к тёте Вирджинии Генри и стала подрабатывать смотрительницей в борделе, где соприкоснулась с жизнью мафиози и игроков в азартные игры. После того, как несовершеннолетней девушкой занялись полиция и службы опеки, её поместили в сиротский приют в Бронксе, позднее перевели в интернат для девочек в Гудзоне, но Элла вскоре сбежала оттуда и некоторое время оставалась бездомной.

Возможностью выйти из сложившейся ситуации стало для Эллы участие в конкурсе Amateur Nights в гарлемском театре «Аполло». 21 ноября 1934 года состоялось её первое выступление. Изначально Элла планировала станцевать в стиле местного танцевального дуэта Edwards Sisters, но в последнюю секунду решила спеть как Конни Босуэлл. Поначалу всё шло не слишком гладко, так как Элла до этого ни разу не выступала на сцене, у неё даже не было подходящей сценической одежды. Первую песню Фицджеральд «The Object of My Affection» пришлось прервать и начать заново, так как у девушки от волнения на мгновение пропал голос. Однако, допев до конца, она в ответ получила одобрительные возгласы и аплодисменты. Будучи более уверенной в себе, Фицджеральд с успехом исполнила вторую композицию «Judy» и прошла за кулисы. Победитель определялся в соответствии с реакцией зрителей, и, когда ведущий объявил имя Фицджеральд, зал взорвался овациями. В итоге девушка заняла первое место и выиграла приз в 25 долларов, а также недельный ангажемент в «Аполло».

### Творческий путь

#### 1930-е годы. Сотрудничество с биг-бэндами
В январе 1935 года Элла Фицджеральд получила возможность выступить с биг-бэндом Тини Брэдшоу в Гарлемском Театре оперы. Тогда же саксофонист Бенни Картер, присутствовавший 21 ноября 1934 в Аполло и приметивший юную певицу, познакомил её с джазовым барабанщиком и руководителем оркестра Чиком Уэббом. Уэбб к тому времени уже сотрудничал с певцом Чарли Линтоном и, как сообщала The New York Times, «с неохотой подписал контракт с Фицджеральд… она была неуклюжа и неряшлива, эдакий неогранённый алмаз». Уэбб всё же предложил ей выступить вместе на танцевальном вечере в Йельском университете.
Фицджеральд стала выступать с оркестром Уэбба в гарлемском танцевальном зале «Савой» на постоянной основе, там они вместе записали несколько хитов, в том числе «Love and Kisses» и «(If You Can’t Sing It) You’ll Have to Swing It (Mr. Paganini)». Однако первой песней, принёсшей ей наибольшую популярность, на тот момент стала «A-Tisket, A-Tasket» — импровизация на тему детской считалочки, которую Фицджеральд написала совместно с Элом Фельдманом в 1938 году. Позднее в тот же год вышло сюжетное продолжение «A-Tisket, A-Tasket» — песня «I Found My Yellow Basket».
Чик Уэбб скончался 16 июня 1939 года, и его коллектив был переименован в Ella and Her Famous Orchestra. Фицджеральд стала руководительницей биг-бэнда. Вместе с музыкантами Элла записала более 150 композиций. По мнению журналистов из The New York Times, однако, «большая часть из них не представляла собой ничего особенного, это были посредственные поп-вещицы». Оркестр прекратил своё существование в 1942 году.

#### 1940-е годы. Студия Decca

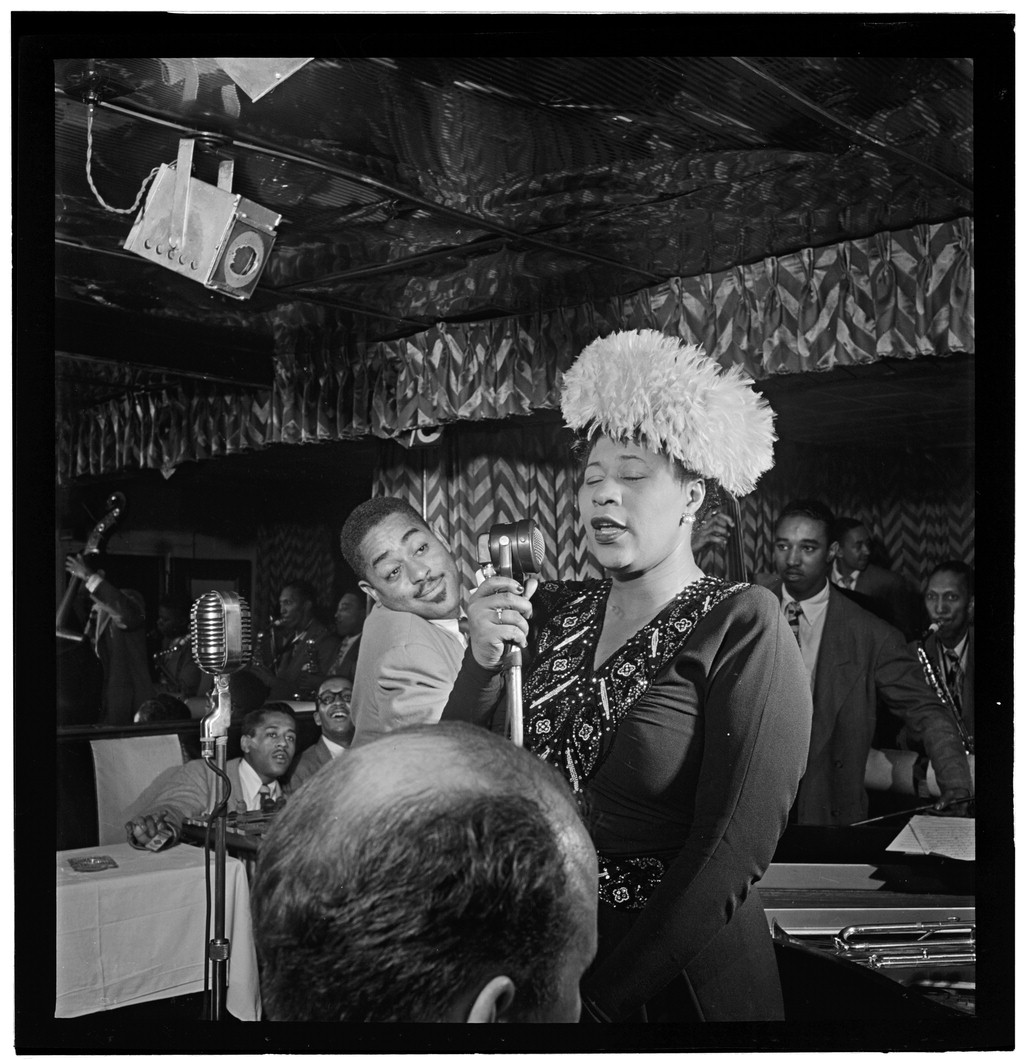
В клубе «Даунбит», Нью-Йорк, 1947. Элла Фицджеральд, Диззи Гиллеспи, Рей Браун, Милт Джексон, Тимме Розенкранц (голова)

В 1942 году Элла Фицджеральд решила начать сольную карьеру и подписала контракт со звукозаписывающей студией Decca Records. Теперь она сотрудничала с Биллом Кенни, Луи Джорданом и группой The Delta Rhythm Boys. Менеджером Фицджеральд стал Милт Гэблер, а в качестве импресарио выступал Норман Гранц, благодаря стараниям последнего Элла стала часто появляться на джазовых концертах в рамках Jazz at the Philharmonic. Сотрудничество с Гранцем стало ещё более плотным, когда он стал исполнять обязанности менеджера Фицджеральд, однако записываться на его лейбле Элла стала лишь через 10 лет.
С приходом конца эры свинга и падения популярности биг-бэндов в джазовой музыке произошли большие перемены. Новый развивающийся стиль бибоп позволил Фицджеральд разнообразить своё вокальное мастерство, особенно заметно это стало после начала её совместной работы с Диззи Гиллеспи. Именно в этот период Элла стала использовать элементы скэта в процессе пения, позднее это стало одной из визитных карточек её стиля. Как она позднее сама говорила, во время выступления с Гиллеспи она «просто пыталась копировать звучание духовых инструментов оркестра».
Песня 1945 года «Flying Home» Эллы Фицджеральд была аранжирована Виком Шоеном, и позднее её назвали «одной из фундаментальных джазовых записей десятилетия… там, где музыканты вроде Луи Армстронга использовали уже имеющиеся импровизации, Элла Фицджеральд не боялась экспериментировать и создавать новое». Ещё одна композиция «Oh, Lady Be Good!» (1947) укрепила статус Фицджеральд как одной из лучших джазовых вокалисток.

#### 1950—1960-е годы. Студия Verve. Пик карьерного успеха

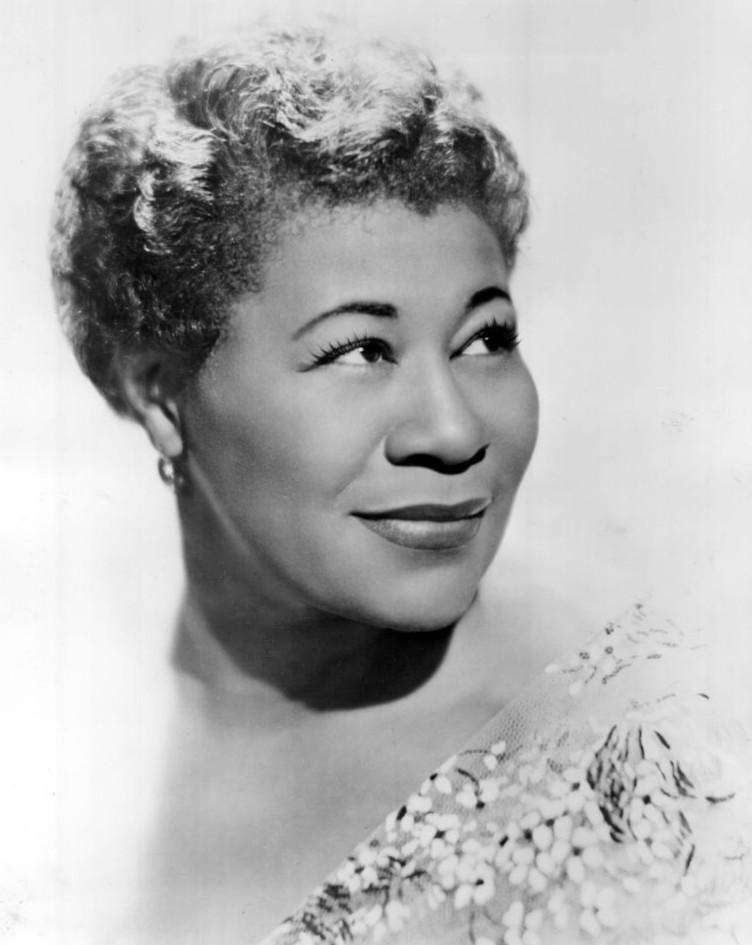
Элла Фицджеральд. Рекламный снимок. 1962

Фицджеральд выступала на концертах JATP вплоть до 1955 года, позже она покинула студию Decca. Норман Гранц, будучи теперь её менеджером, создал специально для неё лейбл Verve Records. Сама Фицджеральд отзывалась об этом периоде как о ключевом моменте в её карьере:
Я обнаружила, что пою лишь бибоп. Я думала, что этого было достаточно, что от меня требовалось лишь прийти куда-то на концерт и исполнять боп. Но в конечном итоге мне больше негде было выступать. Я осознала, что помимо бопа есть и другая музыка… Норман предложил попробовать что-нибудь новое, и в итоге мы выпустили The Cole Porter Songbook. Это был решающий момент моей жизни.
Альбом Ella Fitzgerald Sings the Cole Porter Songbook увидел свет в 1956 году, это была первая пластинка-песенник из восьми, которые Элла записала в дальнейшем в период с 1956 по 1964 год. Каждый такой песенник представлял собой собрание песен определённого композитора или поэта, чьи сочинения входили в Great American Songbook. Эти записи Фицджеральд включали как классические джазовые стандарты, так и менее известные раритетные композиции. Альбом Ella Fitzgerald Sings the Duke Ellington Songbook был единственным, в создании которого помимо Фицджеральд принимал участие непосредственный автор и сочинитель. Дюк Эллингтон и Билли Стрэйхорн также специально для Фицджеральд написали два новых трека — песню «The E and D Blues», а также инструментальную сюиту «Портрет Эллы Фицджеральд».
Серия Songbook оказалась в итоге самым коммерчески успешным проектом Фицджеральд и принесла ей огромную популярность. The New York Times писала, что «эта коллекция песен была первым в своём роде проектом, посвящённым творчеству какого-то одного автора песен; поп-альбом стал одним из способов серьёзного изучения музыки».
В 1972 и 1983 годах Фицджеральд также выпустила пластинки Nice Work If You Can Get It и Ella Loves Cole, посвящённые творчеству Джорджа Гершвина и Коула Портера соответственно. Более поздний сборник Ella Abraça Jobim, записанный на студии Pablo Records, включал работы Антониу Карлоса Жобина.
В период записи песенников Элла Фицджеральд регулярно в течение 40—45 недель в году гастролировала и давала концерты по всей Америке и за рубежом. Норман Гранц, организовывавший выступления, способствовал тому, что Элла стала одной из самых успешных концертировавших певиц. Одними из самых популярных концертных записей являются At the Opera House, Ella in Rome, Twelve Nights in Hollywood и Ella in Berlin. Последний альбом включал «Балладу о Мэкки-Ноже», принёсшую Элле премию «Грэмми». На записи слышно, как во время исполнения номера Элла забыла слова, но мастерски вышла из ситуации, используя скэт.

#### Поздние годы

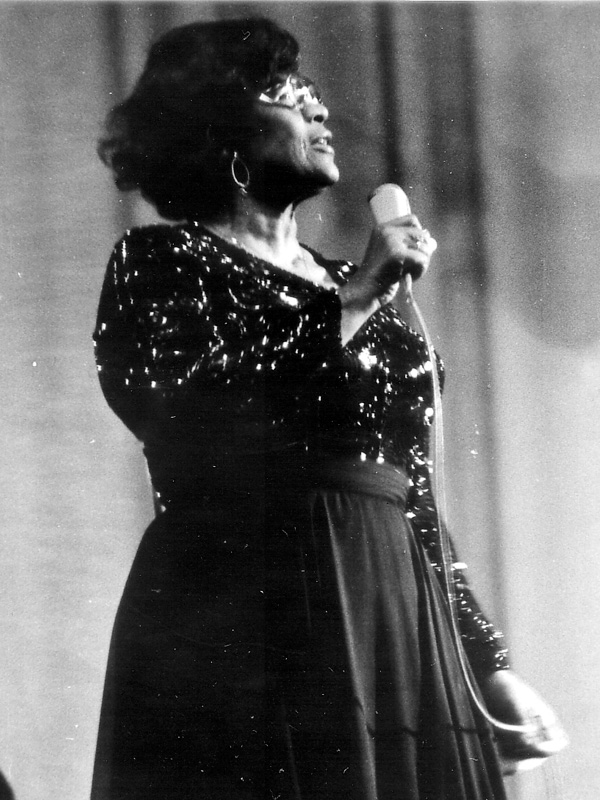
Выступление в Кёльне. 17 октября 1975 г.

Verve Records была куплена компанией MGM в 1961 году за 3 миллиона долларов, и с 1967 года MGM перестали заключать контракт с Фицджеральд. В последующие 5 лет она работала на студиях Atlantic, Capitol и Reprise, данный период ознаменовал собой эксперименты Эллы в различных музыкальных жанрах и уход от классического джаза. На лейбле Capitol вышел её альбом Brighten the Corner — собрание торжественных песен, Ella Fitzgerald’s Christmas — сборник традиционных рождественских гимнов, Misty Blue — альбом в стиле кантри, а также 30 by Ella — серия из шести записей-попурри. Один из тогдашних синглов Фицджеральд «Get Ready» (кавер-версия песни Смоки Робинсона) стал последним в её творчестве, который попал в американский хит-парад.
Неожиданный успех концертного альбома 1972 года Jazz at Santa Monica Civic '72 подвиг Нормана Гранца основать Pablo Records — первый его лейбл после продажи Verve. Фицджеральд записала около 20 пластинок для этого лейбла. Запись с живого выступления 1974 года Ella in London с пианистом Томми Флэнаганом, гитаристом Джо Пассом, контрабасистом Кеттером Беттсом и барабанщиком Бобби Даремом была принята очень тепло и многими считалась одной из лучших работ Фицджеральд. На следующий год она вновь выступила с Пассом на немецком телевидении в Гамбурге. Тогда же в середине 1970-х годов критики подметили ухудшение вокальных данных певицы, она стала использовать более короткую, острую фразировку, голос стал жёстче. Из-за проблем со здоровьем Фицджеральд вынуждена была прекратить студийную деятельность в 1991 году, её последнее выступление состоялось в 1993 году в Сан-Франциско.

### Последние годы жизни и смерть

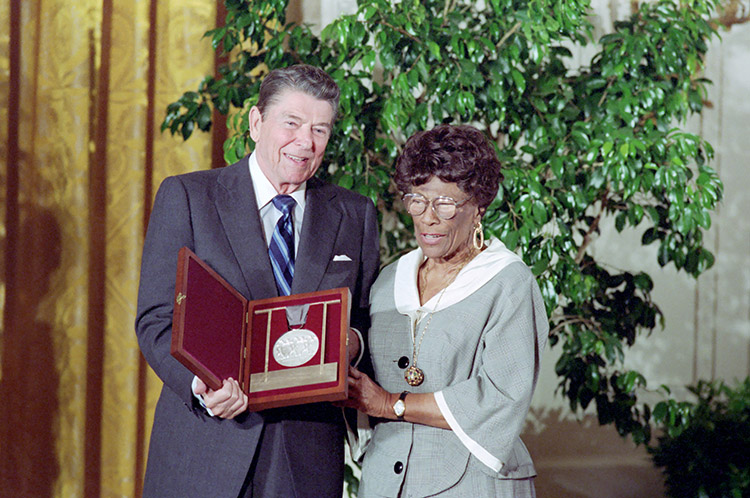
Рональд Рейган и Элла Фицжеральд (1987)

В 1989 году Фицджеральд приняла участие в записи альбома Куинси Джонса Back on the Block, завоевавшего впоследствии несколько премий «Грэмми». Однако серьёзные проблемы со здоровьем мешали её творческой деятельности (в 1986 году певица перенесла операцию на сердце, зрение стремительно ухудшалось — катаракта развилась ещё в 1972 году). В 1990 году Элла снова попала в больницу во время гастролей в Голландии.
В 1993 году из-за последствий диабета врачи ампутировали Фицджеральд обе ноги ниже колен. После очередной госпитализации в 1996 году она провела последние дни жизни в своём доме в Беверли-Хиллз, передвигаясь с помощью инвалидной коляски. Престарелую певицу окружали родственники, в том числе сын Рэй и 12-летняя внучка Элис. В те дни она говорила, что «хотела лишь вдыхать свежий воздух, слушать пение птиц и слышать смех Элис».
15 июня 1996 года Фицджеральд умерла в возрасте 79 лет в Беверли-Хиллз, Калифорния. Певицу похоронили на кладбище Инглвуд-Парк. Жизнеописание Эллы Фицджеральд и архивные материалы хранятся в Смитсоновском институте Национального музея Американской истории. Нотный архив певицы (содержащий по большей части аранжировки песен, сделанные для неё различными музыкантами) хранится в Библиотеке Конгресса. Поваренная книга, рецепты для которой Фицджеральд активно собирала, была передана библиотеке Шлезингера (Schlesinger) в Гарвардском университете.

## Сотрудничество

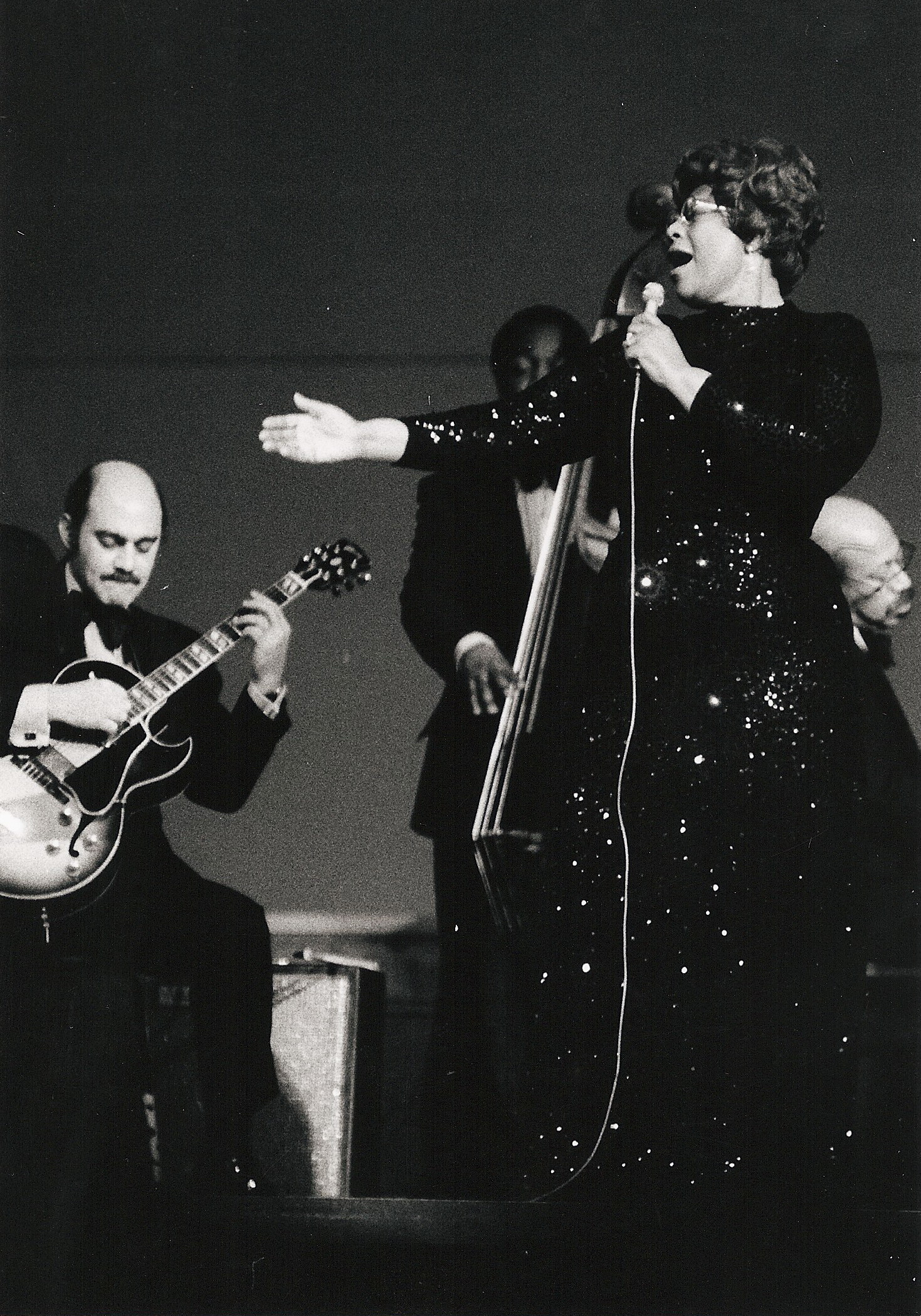
Элла Фицджеральд и Джо Пасс на концерте в 1974 году

Самым плодотворным для Фицджеральд было сотрудничество с такими музыкантами, как Билл Кенни и его вокальная группа The Ink Spots, трубач Луи Армстронг, гитарист Джо Пасс, бэнд-лидеры Каунт Бэйси и Дюк Эллингтон.
- С 1943 по 1950 год Фицджеральд совместно с The Ink Spots записала 7 песен, 4 из которых достигли вершин чартов, в том числе «I’m Making Believe» и «Into Each Life Some Rain Must Fall»[46].
- Элла Фицджеральд и Луи Армстронг выпустили три совместных студийных альбома на студии Verve, два из них состояли из джазовых стандартов: Ella and Louis (1956) и Ella and Louis Again (1957), третий содержал аранжированные арии из оперы Джорджа Гершвина «Порги и Бесс»; помимо этого в начале 1950-х гг. Элла снова сделала несколько записей вместе с Армстронгом[47].
- Период сотрудничества с оркестром Каунта Бэйси многими критиками считается одним из самых успешных в карьере Фицджеральд, впервые она была задействована в записи альбома One O’Clock Jump (1957), следующей совместной работой стала пластинка Ella and Basie! (1963). Новое звучание биг-бэнда Бэйси, аранжировки его композиций от молодого композитора Куинси Джонса — всё это ознаменовало для Фицджеральд новые горизонты, она также долгое время гастролировала с Бэйси. В 1972 году они вновь скооперировались для записи альбома Jazz at Santa Monica Civic ’72, в 1979 году — для трёх альбомов: Digital III at Montreux, A Classy Pair и A Perfect Match.
- На закате карьеры Фицджеральд вместе с Джо Пассом записали 4 альбома: Take Love Easy (1973), Easy Living (1986), Speak Love (1983) и Fitzgerald and Pass… Again (1976).
- Вместе с Дюком Эллингтоном было записано два студийных и два концертных альбома — Ella and Duke at the Cote D’Azur (1966) и The Stockholm Concert, 1966 (1966). Сборник Фицджеральд Ella Fitzgerald Sings the Duke Ellington Songbook способствовал тому, что сочинения Эллингтона прочно вошли в Great American Songbook и стали классикой джаза[48].

Одним из самых крупных нереализованных проектов в карьере Эллы Фицджеральд стало сотрудничество с Фрэнком Синатрой, на протяжении музыкальной карьеры они не записали ни одного совместного студийного или концертного альбома. Однако Синатра и Фицджеральд появлялись вместе в различных телешоу, в частности, передаче A Man and His Music + Ella + Jobim (1967), и принимали участие в общих концертах.

## Голосовые данные
Элла Фицджеральд не получила музыкального образования, она ни разу в жизни не посетила урок пения и ей не нужно было распеваться перед выступлениями. Она обладала меццо-сопрано, но могла петь как выше, так и ниже. Диапазон её голоса составлял три октавы: от ре-бемоль малой октавы до ре-бемоль третьей октавы.
Американский писатель, журналист и музыкальный критик Уилл Фридуолд писал, что в отличие от многих других певцов Элла Фицджеральд обладала поистине уникальным и ценным голосом, звучание которого можно было бы назвать самым красивым и идеальным среди тех, которые когда-либо слышал человек. По мнению Фридуолда, даже если бы она ничего не делала со своим голосом, он всё равно оставался бы сладким, чистым и прекрасным. Как однажды сказал Генри Плезентс, у Фицджеральд был бо́льший голосовой диапазон, чем у большинства оперных певцов. Многие из них, включая Дитриха Фишера-Дискау, являлись поклонниками её творчества. Певческие интонации Эллы, по словам Фридуолда, были «просто божественны». Фицджеральд буквально жила мелодией, она брала каждую ноту без малейшего усилия или затруднения. Другие певцы пели так, словно специально пытались достать до самой высокой ноты, но Фицджеральд всегда звучала так, будто она уже на высоте. «Создавалось ощущение, что она со своей небесной высоты устремлялась вниз к любому звуку, который ей нужен».
Генри Плезентс в своей книге The Great American Popular Singers писал о замечательном голосе Фицджеральд и о том, что её природный певческий диапазон — один из самых тёплых и излучающих радость среди тех, которые ему доводилось слушать. Фицджеральд обладала безупречным чувством ритма и безукоризненной интонацией. Её чуткость по отношению к гармонии просто потрясала. Вся суть, по мнению Плезентс, заключалась в том, каких именно ошибок не делает Фицджеральд: «Говоря простыми словами, она не делает ничего неверного. Ничто в её выступлении не вызывает сомнения… Она всё делает абсолютно правильно и никак иначе».

## Элла Фицджеральд в кино и на телевидении
Самой заметной ролью в кино для Фицджеральд стала роль Мэгги Джексон в музыкальном фильме режиссёра Джека Уэбба «Блюз Пита Келли» (1955), в котором также снялись Пегги Ли и Джанет Ли. Несмотря на то, что Элле уже доводилось петь в фильмах (комедия Эбботта и Костелло «Загони их, ковбой»), на тот момент предложение Нормана Гранца сыграть в фильме Warner Bros. казалось ей пиком карьеры. Рецензенты из The New York Times холодно восприняли фильм, но упомянули, что «из 95 минут, что идёт фильм, 5 минут из него стоит посмотреть точно… это момент, когда Элла Фицджеральд предстаёт на экране во всей красе». После съёмок в «Блюз Пита Келли» Фицджеральд сыграла камео в фильмах «Сент-Луис-блюз» (1958) и «Никто не напишет мне эпитафию» (1960). Позже, в середине 1980-х годов, она также снялась в сериале «Белая тень».
Фицджеральд часто появлялась в самых различных телешоу, в том числе передачах Энди Уильямса, Фрэнка Синатры, Нэта Кинг Коула, Дина Мартина и многих других. Также являлась постоянным гостем на «Шоу Эда Салливана». Помимо этого певицу часто привлекали к созданию рекламных роликов, в частности, она рекламировала магнитные ленты Memorex и продукцию ресторанов общественного питания KFC. Последним участием Эллы в рекламе стала фотосессия для финансовой компании American Express (1988), певицу фотографировала Энни Лейбовиц.

## Благотворительная деятельность
Элла Фицджеральд активно помогала таким благотворительным организациям, как Американская кардиологическая ассоциация и Национальный медицинский центр «Город Надежды». В 1993 году она основала благотворительный Фонд имени Эллы Фицджеральд, который занимается образованием, помощью молодым музыкантам, гуманитарной поддержкой, а также исследованием диабета и помощи больным. Помимо этого Фонд принимает участие во многих акциях, одна из них называется A Book Just for Me! и заключается в ежегодном предоставлении более ста тысяч новых книг детям из малоимущих семей.

## Характер
Какие-то детишки в Италии назвали меня «Мама-Джаз», это так мило! Только пусть не зовут меня «Бабушка-Джаз»…
По словам Фицджеральд, ей нелегко было выступать перед большими скоплениями людей. Она была очень скромной и застенчивой, не поддерживала отношений даже с теми музыкантами, с которыми успешно работала, встречаясь с ними только на записях и концертах. Трубач Марио Бауза, аккомпанировавший Элле в годы её сотрудничества с Чиком Уэббом, вспоминал, что «Элла не слишком любила тусовки, она была предана лишь музыке… она была замкнута и одинока во всём Нью-Йорке». Когда чуть позже союз певцов назвал в честь Эллы специальную награду, она ответила, что «не хочет сболтнуть что-нибудь лишнее, но на её взгляд ей всё же лучше всего удаётся просто петь». Певица Дженис Сигел вспоминала о совместной репетиции в 1983 году:
Мы все собрались вокруг фортепиано, записывали нашу четырёхголосную партию, после чего Элла добавила от себя немного скэта. Затем она повернулась к нам и спросила: «Ну, как, нормально получилось?». Я была просто изумлена. Это как если бы Бог, создав мир, спросил окружавших его ангелов: «Ну, что думаете? Гранд-Каньон хорошо вышел?»

## Семья и личная жизнь
Элла Фицджеральд официально была замужем два раза, существуют также неподтверждённые сведения о третьем браке. В 1941 году она вышла замуж за Бенни Корнегея, торговца наркотиками и рабочего в местном доке. Через два года брак был объявлен недействительным.
В декабре 1947 года певица вышла замуж за известного контрабасиста Рэя Брауна, которого она встретила годом ранее во время турне с ансамблем Диззи Гиллеспи. Пара усыновила племянника Эллы, сына Франсис да Силва, которого они назвали Рэй Браун-младший; впоследствии он также стал известным джазменом. Фицджеральд и Браун развелись в 1953 году из-за того, что карьера мешала их личной жизни. Но, несмотря на разрыв семейных отношений, Элла и Рэй продолжали сотрудничать в музыкальном плане.
В июле 1957 года агентство Рейтер сообщило о тайном венчании Эллы и Тора Эйнара Ларсена, норвежца из Осло. Однако всякие упоминания об этом случае прекратились, когда Ларсен был осуждён на пять месяцев за кражу денежных средств у женщины, с которой он до этого был помолвлен.

## Память

Элла Фицджеральд и Рональд Рейган после её выступления для короля Испании Хуана Карлоса I. 13 октября 1981 г.

В 1998 году в Ньюпорт-Ньюсе при содействии Университета Кристофера Ньюпорта состоялся первый музыкальный фестиваль имени Эллы Фицджеральд, призванный популяризовать джаз и музыкальное наследие Фицджеральд. В разные годы в фестивале принимали участие Патти Остин, Джейн Монхайт, Ди Ди Бриджуотер, Дайана Кролл, Артуро Сандоваль, Арета Франклин, Фил Вудс, Кассандра Уилсон, Энн Хэмптон Кэллоуэй и многие другие.
Кэллоуэй, Бриджуотер и Остин, в частности, также издали несколько альбомов-трибьютов. Альбом Кэллоуэй To Ella with Love (1996) включал 14 джазовых стандартов, исполненных Фицджеральд. Во время записи альбома Кэллоуэй аккомпанировал трубач Уинтон Марсалис. В записи диска Бриджуотер Dear Ella (1997) также были задействованы музыканты, сотрудничавшие с Эллой Фицджеральд: пианист Лоу Леви, трубач Бенни Пауэлл, бывший муж Фицджеральд контрабасист Рэй Браун. Следующий альбом Бриджуотер Live at Yoshi’s — концертный, был записан 25 апреля 1998 года в 81-й день рождения Фицджеральд.
Пластинка Патти Остин For Ella, номинированная на премию Грэмми (2002), состояла из 12 песен, которые чаще всего звучали в исполнении Эллы Фицджеральд.
В 2007 году, к 90-му дню рождения Фицджеральд, группой музыкантов и певцов был записан совместный трибьют под названием We All Love Ella, песни исполнили Стиви Уандер, Майкл Бубле, Натали Коул, Чака Хан, Куин Латифа, Линда Ронстадт и другие. Томи Флэнаган и Одетта Холмс также записывали трибьюты Элле Фицджеральд Lady Be Good… For Ella (1994) и To Ella (1998) соответственно.
Некоторые музыканты также посвящали Элле Фицджеральд отдельные композиции, например, «Ella, elle l’a» Франс Галь, «Sir Duke» Стиви Уандера, «I Love Being Here With You» Пегги Ли, «First Lady» португальской певицы Никки Яновски, «Mack the Knife» Фрэнка Синатры и другие.
В 2008 году в Ньюпорт-Ньюс в Центре Искусств на Даунинг-Гросс открылся театр имени Эллы Фицджеральд на 276 мест, который расположен всего в нескольких кварталах от места рождения Эллы на Маршалл Авеню. На торжественной церемонии открытия 11 и 12 октября присутствовали певицы Роберта Флэк и Куин Эстер Мэрроу.
В городе Йонкерс установлена бронзовая статуя Эллы Фицджеральд, созданная американским скульптором Винни Бэгвелл, гипсовый бюст певицы также установлен в Чепменском университете в городе Ориндж, Калифорния.
10 января 2007 года почтовая служба США объявила о выпуске серии 39-центовых марок, посвящённых Элле Фицджеральд, которые также входят в цикл «Чёрное наследие» (англ. Black Heritage).

## Дискография
Дискография Эллы Фицджеральд включает 54 студийных альбома, 23 концертных альбома, 6 сборников, 7 совместных работ и 72 сингла.

## Награды и номинации
За свою пятидесятилетнюю карьеру Элла Фицджеральд получила 13 премий «Грэмми» и специальную награду за жизненные достижения, 2 песни и 4 альбома в её исполнении были введены в Зал славы «Грэмми». В 1960 году на голливудской «Аллее славы» появилась звезда Фицджеральд. В разные годы она была награждена Президентской медалью Свободы, Национальной медалью искусств, французским Орденом искусств и литературы и многими другими почётными регалиями.